# Ehretia mollis
Ehretia mollis là loài thực vật có hoa trong họ Ehretiaceae. Loài này được (Blanco) Merr. mô tả khoa học đầu tiên năm 1902.